# Unbreakable Kimmy Schmidt
Unbreakable Kimmy Schmidt är en amerikansk komediserie skapad av Tina Fey och Robert Carlock, med Ellie Kemper i huvudrollen. Serien hade premiär på Netflix 6 mars 2015.

## Rollista i urval
- Ellie Kemper – Kimberly "Kimmy" Schmidt
- Tituss Burgess – Titus Andromedon
- Jane Krakowski – Jacqueline Voorhees
- Carol Kane – Lillian Kaushtupper

### Återkommande roller
- Sara Chase – Cyndee Pokorny
- Lauren Adams – Gretchen Chalker
- Sol Miranda – Donna Maria Nuñez
- Dylan Gelula – Xanthippe Lannister Voorhees, Jacquelines dotter
- Tanner Flood – Buckley Voorhees, Jacquelines son
- Mike Britt – Walter Bankston, vittne till räddningsaktionen
- Andy Ridings – Charles
- Adam Campbell – Logan Beekman
- Ki Hong Lee – Dong Nguyen
- Susanna Guzman – Vera, Jacquelines hushållerska
- Tim Blake Nelson – Randy, Kimmys styvfar
- Kiernan Shipka – Kymmi, Kimmys halvsyster
- Jon Hamm – Reverend Richard Wayne Gary Wayne
- Tina Fey och Jerry Minor – Marcia och Chris, åklagare
- Tina Fey (säsong 2) – Dr. Andrea Bayden
- Sheri Foster och Gil Birmingham – Fern och Virgil, Jacquelines föräldrar